# دیوید استراترن
دیوید استراتِرن (انگلیسی: David Strathairn؛ زادهٔ ۲۶ ژانویهٔ ۱۹۴۹) هنرپیشه اهل ایالات متحده آمریکا است. وی از سال ۱۹۷۹ میلادی تاکنون مشغول فعالیت بوده‌است.

## بخشی از جوایز
- کاندیدای بفتای بهترین بازیگر نقش اول مرد برای فیلم شب‌بخیر و موفق باشید در سال ۲۰۰۵

## فیلمشناسی
- بازگشت از سکوکوس ۷ (۱۹۸۰)
- هشت مرد بیرونی (۱۹۸۸)
- ممفیس بل (۱۹۹۰)
- شهر امید (۱۹۹۱)
- لیگ خودشان(۱۹۹۲)
- شیادان (۱۹۹۲)
- شرکت (۱۹۹۳)
- گم شدن اشعیا (۱۹۹۵)
- دولورس کلیبورن (۱۹۹۵)
- خانه‌ای برای تعطیلات (۱۹۹۵)
- محرمانه لس آنجلس (۱۹۹۷)
- سیمون بریچ (۱۹۹۸)
- گل‌های هریسون (۲۰۰۰)
- پیچ‌خورده (۲۰۰۴)
- گم‌شده در آمریکا (۲۰۰۵)
- شب‌بخیر و موفق باشید (۲۰۰۵)
- بتی پیج بدنام (۲۰۰۵)
- اولتیماتوم بورن (۲۰۰۷)
- پنجه فولادی (۲۰۰۷)
- شکست (۲۰۰۷)
- ماجراهای اسپایدرویک (۲۰۰۸)
- زوزه بکش (۲۰۱۰)
- میراث بورن (۲۰۱۲)
- لینکلن (۲۰۱۲)
- گودزیلا (۲۰۱۴)
- شیطان اسم دارد (۲۰۱۹)
- جاییکه خرچنگها آواز می‌خوانند (۲۰۲۲)